# Mitterndorf an der Fischa
Mitterndorf an der Fischa  är en ort och kommun i Österrike. Den ligger i distriktet Baden i förbundslandet Niederösterreich, 25 km söder om huvudstaden Wien. 